# Província de Pleven
Pleven - Област Плевен (búlgar) - és una província del centre-nord de Bulgària. La capital i principal ciutat és Pleven. Limita amb el riu Danubi, Romania i les províncies de Vratsa, Veliko Tarnovo i Lovech. La província de Pleven té una extensió de 4,333.54 km² i una població de 310,449.

## Geografia
La província forma part de la Planura Danubiana. És travessada de nord a sud pels rius Iskar, Vit i Osam (d'oest a est); les valls dels rius són separades per turons argilosos.

## Subdivisió administrativa
La Província de Pleven se subdivideix en municipalitats (община / obshtina).
- Municipalitat de Belene: Belene, Byala Voda, Dekov, Kulina Voda, Petokladentsi, Tatari

- Municipalitat de Gulyantsi: Brest, Gigen, Iskar, Gulyantsi, Dolni Vit, Dabovan, Zagrazhden, Kreta, Lenkovo, Milkovitsa, Somovit, Shiyakovo

- Municipalitat de Dolna Mitropoliya: Baykal, Bivolare, Bozhuritsa, Bregare, Gorna Mitropoliya, Gostilya, Dolna Mitropoliya, Komarevo, Krushovene, Orehovitsa, Pobeda, Podem, Riben, Slavovitsa, Stavertsi, Trastenik

- Municipalitat de Dolni Dabnik: Barkach, Gorni Dabnik, Gradina, Dolni Dabnik, Krushovitsa, Petarnitsa, Sadovets

- Municipalitat de Levski: Asenovtsi, Asparuhovo, Bozhurluk, Balgarene, Varana, Gradishte, Izgrev, Kozar Belene, Levski, Malchika, Obnova, Stezherovo, Tranchovitsa

- Municipalitat de Nikopol: Asenovo, Batsova Mahala, Vubel, Debovo, Dragash Voyvoda, Evlogievo, Zhernov, Lozitsa, Lyubenovo, Muselievo, Nikopol, Novachene, Sanadinovo, Cherkovitsa

- Municipalitat d'Iskar: Dolni Lukovit, Iskar, Pisarovo, Staroseltsi

- Municipalitat de Pleven: Beglezh, Bohot, Brestovets, Brashlyanitsa, Bukovlak, Varbitsa, Gortalovo, Grivitsa, Disevitsa, Koilovtsi, Kartozhabene, Kashin, Laskar, Mechka, Nikolaevo, Opanets, Pelishat, Pleven, Radishevo, Ralevo, Slavyanovo, Todorovo, Tuchenitsa, Tarnene, Yasen

- Municipalitat de Pordim: Borislav, Valchi Tran, Zgalevo, Kamenets, Kateritsa, Odarne, Pordim, Totleben

- Municipalitat de Cherven Bryag: Breste, Glava, Gornik, Deventsi, Koynare, Lepitsa, Radomirtsi, Rakita, Reselets, Ruptsi, Suhache, Telish, Cherven Bryag, Chomakovtsi

- Municipalitat de Knezha: Brenitsa, Enitsa, Knezha, Lazarovo

## Demografia
Segons el cens del 2001, la població de la província és de 311.985, dels quals els búlgars són la gran majoria (280.475); uns 16.931 es declararen turcs (encara que aquest nombre inclou alguns gitanos) i 9.777 gitanos.
Quan a religió, 275,112 es declararen cristians ortodoxos, 15.681 musulmans i 7.065 catòlics romans (el segon centre d'importància al país).
283,626 declararen que el búlgar era la seva llengua materna, 14,947 declararen parlar turc mentre que els parlants nadius de romaní foren 8,861.